# Ludovico Antonio Muratori
Luigi Antonio Muratori, llatinitzat com a Ludovicus Antonius Muratori, àlies Lamindius Pritanius  (Vignola, 21 d'octubre de 1672 - Mòdena, 23 de gener de 1750), fou historiador, erudit i eclesiàstic italià.
Considerat el pare de la historiografia italiana, fou una de les primeres figures de la intel·lectualitat setcentista. D'orígens humils, s'aplicà a acumular una cultura enciclopèdica; que li portà molts enemics a causa de les nombroses disputes que tingué.

## Obra religiosa
La seva obra religiosa fou important: De Superstitione Vitanda (1732-1740), que condemnava els excessos del cult i recolzà la tasca dels jesuïtes a Amèrica en el seu assaig Cristianesimo felice nelle missioni de' padri della Compagnia di Gesù nel Paraguay (1743-1749). Però fou especialment llegida la seva obra De regolata devotione de' cristiani, obra cardinal del racionalisme religiós italià i que influí en el papa Benet XIV (antigament Prospero Lambertini).

## Obra històrica i epigràfica

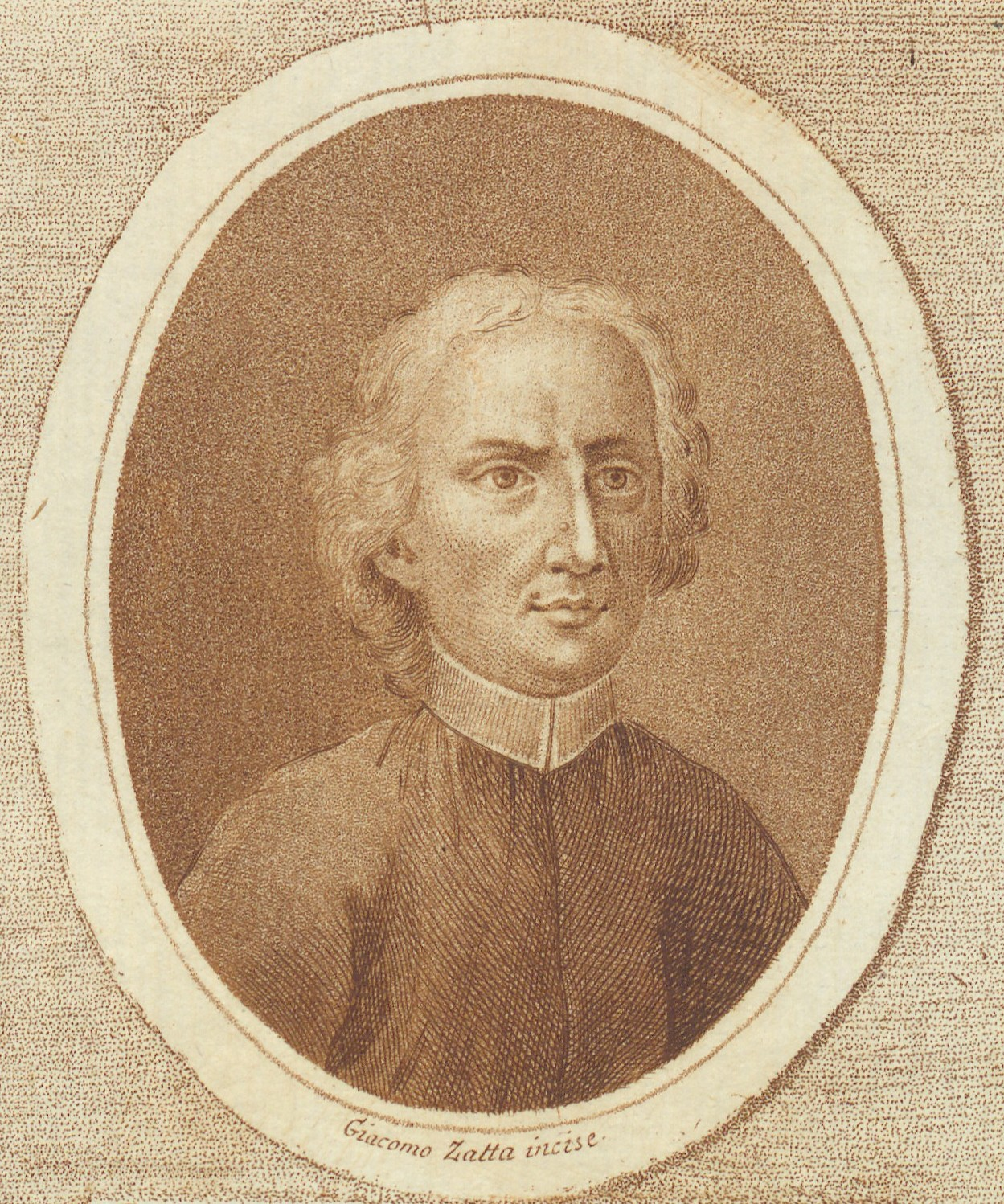
Ludovico Antonio Muratori

A part d'obres importants sobre història i historiografia d'Itàlia, va publicar un corpus epigràfic universal, el Nouus Thesaurus Veterum Inscriptionum in praecipuis earumdem collectionibus hactenus praetermissarum -una posada al dia del Inscriptiones antiquæ totius orbis Romani publicat per Jan Gruter gairebé un segle i mig abans-, que va fer de Muratori una de les personalitats més importants en el món de la epigrafia. Tanmateix, aquest corpus va ser molt criticat pel seu contemporani, Scipione Maffei. El seu retret principal era la manca de verificació de l'autenticitat de les inscripcions presentades al corpus del Muratori.

## Altres obres
Va participar activament en les polèmiques civils del seu temps des del bàndol de la il·lustració, defenent el valor de l'educació, la ciència i el reformisme. A aquestes preocupacions responen obres com La filosofia morale spiegata ai giovani (1735), l'assaig Dei difetti della giurisprudenza (1742-1743), el tractat Delle forze dell'intendimento umano o sia il pirronismo confutato (1745) i l'assaig sobre la Pubblica Felicità (1749), última obra de Muratori, sobre filosofia política, publicada el mateix any que El espíritu de les lleis de Montesquieu, a on defensa les llums en educació popular, higiene pública, l'activitat de la dona i la reforma agrària.